# Legousia scabra
Legousia scabra är en klockväxtart som först beskrevs av Richard Thomas. Lowe, och fick sitt nu gällande namn av Jacques Gamisans. Legousia scabra ingår i släktet venusspeglar, och familjen klockväxter. Inga underarter finns listade i Catalogue of Life.